# 상주시의 지질

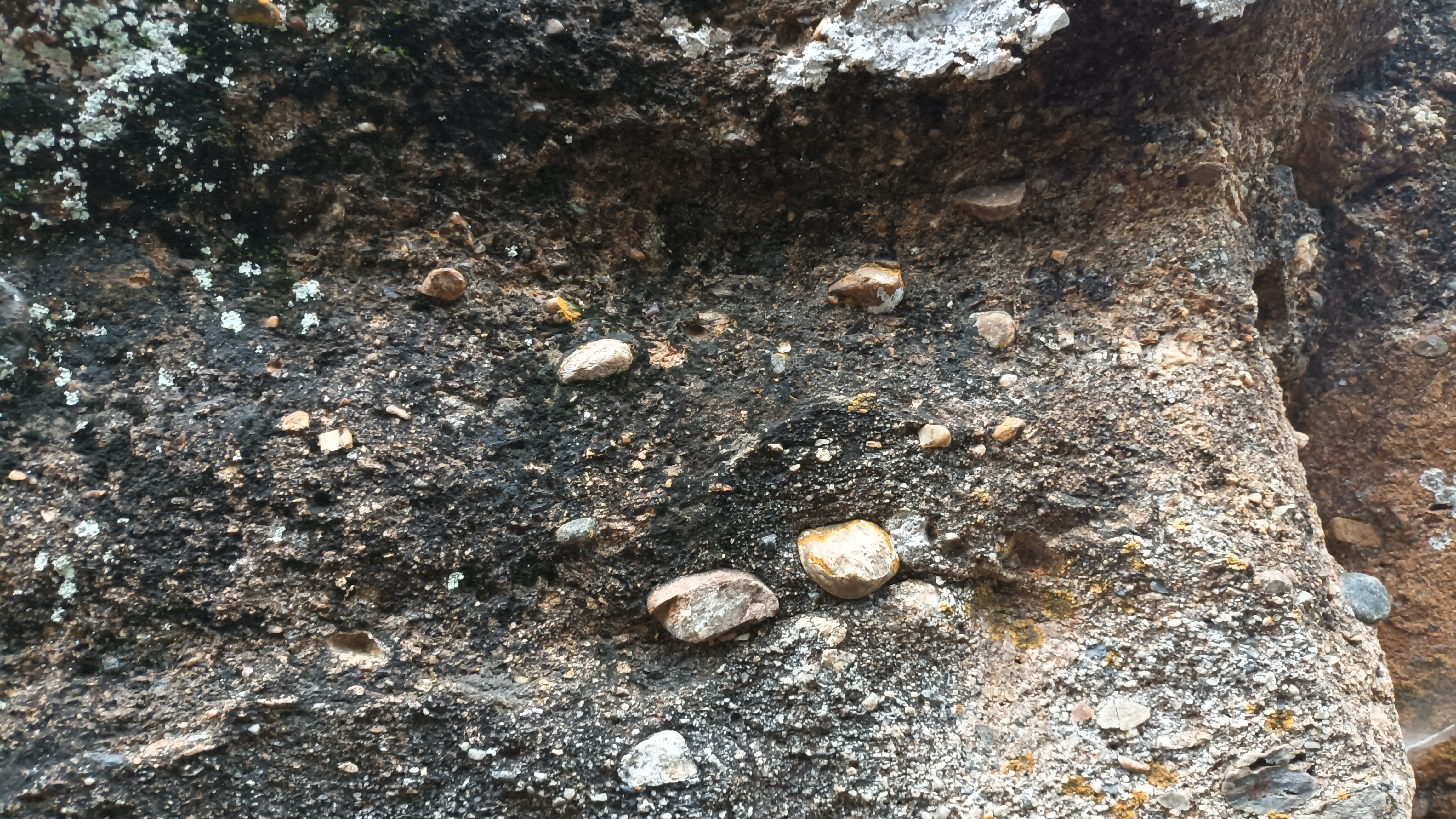
상주 경천대에 드러난 경상 누층군 신동층군 낙동층의 역암

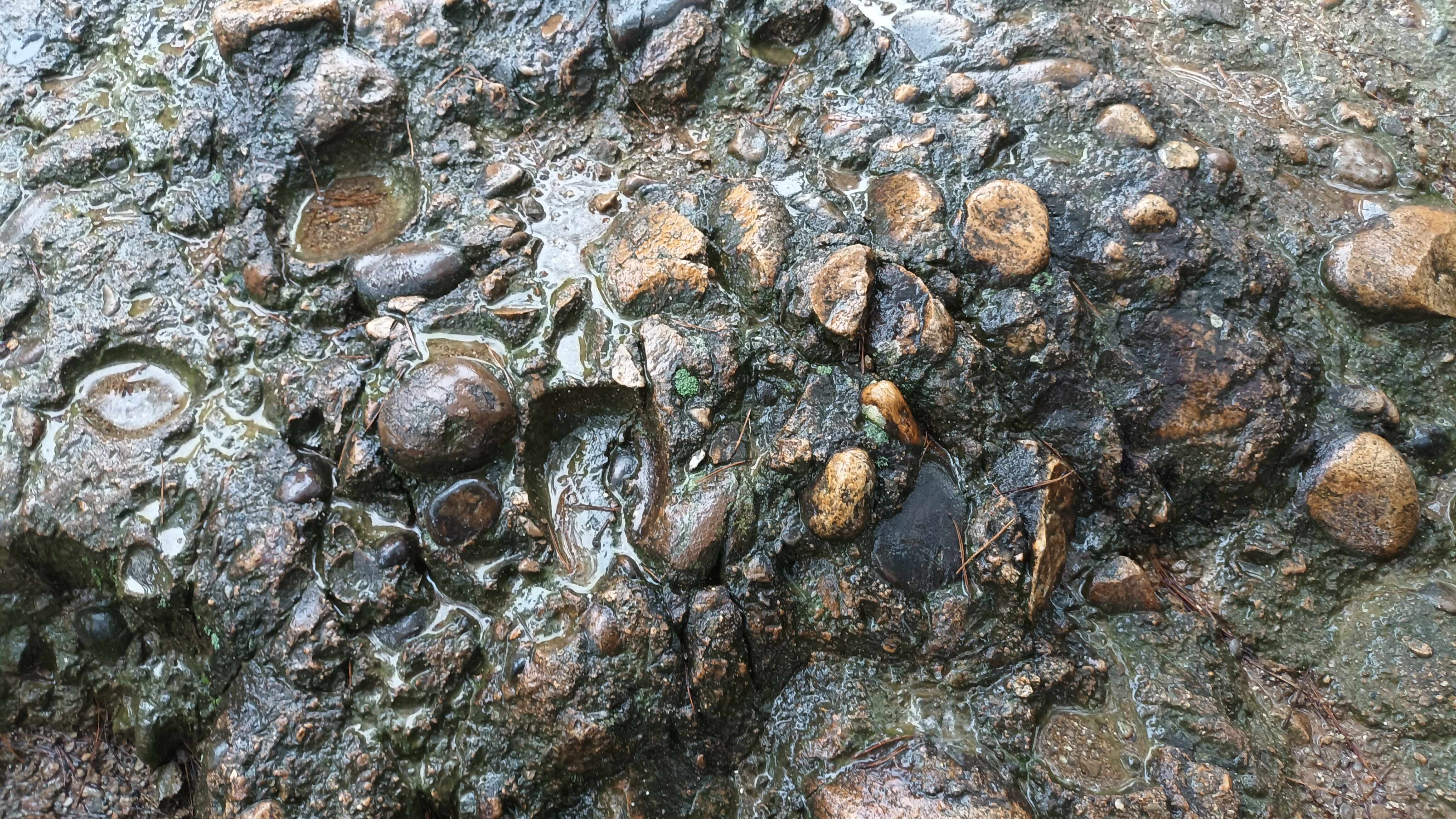
상주 경천대에 드러난 경상 누층군 신동층군 낙동층의 역암

본 문서에서는 대한민국 경상북도 상주시의 지질에 대해 설명한다.

## 개요
상주시는 지질 구조상 서쪽의 옥천 습곡대와 동쪽의 경상 분지 사이에 있는 선캄브리아기 영남 지괴/영남 육괴에 위치한다. 암석은 전체적으로 기반을 형성하는 편암류와 이 편암류들이 화강암화(化)되어 생성된 준(準)편마암류, 이들을 화강암화시키는데 기여한 고기 관입암류, 이들을 부정합으로 피복하는 중생대 백악기의 퇴적암 경상 누층군 낙동층과 영동층군 그리고 이들을 관입한 불국사 화강암으로 구성된다. 1:5만 지질도폭 상으로,
- 용유리 지질도폭(1973) 중·남동부 (속리산, 화북면)[3]
- 함창 지질도폭(1968) 남부 (은척면, 이안면, 공검면 중·북부, 함창읍)[4]
- 청산 지질도폭(1985) 동부 (화서면, 화동면, 모서면 북동부)[5]
- 상주 지질도폭(1969) 전역 (외서면, 내서면, 외남면, 청리면 북부, 상주시 시가지, 사벌국면, 낙동면 중서부)[6]
- 낙동 지질도폭(1976) 서부 (낙동면 북동부, 중동면)[7]
- 영동 지질도폭(1985) 북동부 (모서면 남서부, 모동면)
- 옥산동 지질도폭(1989) 북부 (공성면, 청리면 남부)[8]

에 해당한다.

## 선캄브리아기편암류
상주시 내에서 편암류와 이들이 화강암화(化)된 준(準)편마암류 암석은 상주시 지역의 대부분을 차지하며, 상주 지질도폭(1968)에서는 생성 시기를 정확히 알 수 없는 시대 미상의 암석으로 분류되었다. 이들 준편마암류 암석은 내서면, 외서면, 외남면 등 낙동강 이서 지역 곳곳에 분포하며, 영남 지괴의 방향성을 따라 대체로 북복동 방향성을 갖는다. 편암류와 준편마암류에 잔류되어 있는 퇴적기원 잔류물의 광물 조성으로 보아 그들의 원암(原巖)은 사질암, 니질암과 석회질암인 것으로 추정된다.

### 대가산 편마암
대가산 편마암(Daegasan gneiss, 大佳山 片麻巖)은 이안면 흑암리 소재 대가산을 중심으로 공검면 중소리에서 이안면 양범리와 함창읍 북서부를 지나 문경시로 이어지며 북동-남서 방향의 대상(帶狀)으로 분포하는 편마암류이다. 본 암석은 화강암질 편마암, 호상 편마암 및 이들에 협재되는 운모질 석영편암과 석회암층 등으로 구성된다. 일반적으로 화강암질 편마암과 호상 편마암층 분포지의 지형적인 차이점이 약간 나타나는데 전자는 주로 낮은 산릉인 노년성 지형을 보이나 후자의 분포지는 전자에 비해 기복이 현저한 장년기 지형을 보인다. 상주시 공검면 지평리~예주리 지역에서 대현리 단층에 의해 1.5 km 정도 변위되어 있으며 함창읍 북서부인 점촌함창 나들목 부근에서 막곡 단층(또는 옥동 단층)에 의해 고생대의 조선 누층군 대석회암층군과 접촉한다. 또한 대현리 단층 이남 지역에서의 본 암석과 대석회암층군과의 접촉부는 중생대 중소리층에 의해 부정합으로 덮여 노출되지 않는다. 따라서 본 암석과 조선 누층군과의 관계는 알 수 없다. 공검면, 이안면 지역에서는 대가산 편마암과 중생대 알칼리 화강암과의 지질 경계선이 거의 직선을 그리며 이는 막곡 단층의 남서측 연장선과 일치해 이 둘이 단층 접촉을 하는 것처럼 보여 알칼리 화강암이 막곡 단층이 생성된 이후에 대가산 편마암을 관입하였음을 알 수 있다.

### 금곡리 편암류
금곡리 편암류(Ksch)는 상주시 지역의 기반을 형성하며 북장사 단층을 따라 단층 동측에서 모서면 대포리에서 내서면 평지리, 북장리, 외서면 가곡리 연봉리 북부와 공검면 오태리, 사벌국면 덕가리와 함창읍 금곡리, 신덕리까지 대상으로 분포한다. 그러나 북장사와 외서면 백전리에서 남북방향으로 분포하는 중생대의 알칼리 화강암 및 석영반암에 의해 절단된다. 북장사 단층 인접부에서 편암류들은 매우 압쇄(壓碎)되어 있으며 이들 중에 함유되어 있는 석영분들은 흔히 길게 늘어져 있다. 사벌국면-함창읍 경계 지역에서는 편암 내에 석회암이 협재된다.

## 준편마암류

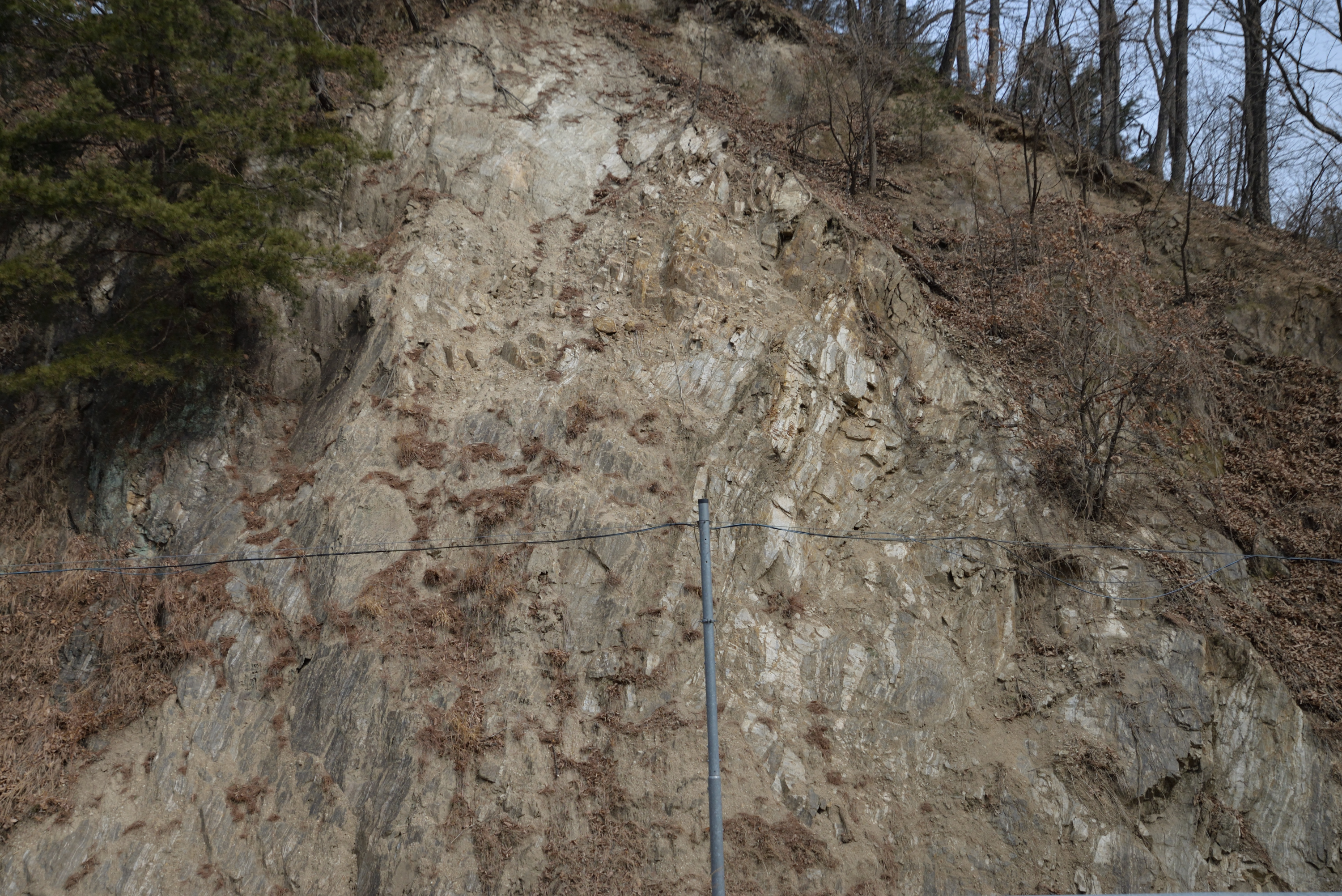
상주시 외서면 가곡리 우산로(지방도 제997호선) 도로변의 호상 편마암류 흑운모호상 편마암

준편마암류는 상기한 편암류들이 심한 화강암화(化)작용에 의해 생성된 것이다. 이들 암석은 상주 지질도폭(1969)에 의해 흑운모화강암질편마암, 담홍색가리장석화강암, 각섬석화강암질편마암(Honblend granitic gneiss), 복운모화강암질편마암, 애풀라이트질편마암, 미그마타이트질편마암(mgn; Migmatitic gneiss), 흑운모호상편마암, 각섬성호상편마암(hbgn; Honblend banded gneiss)으로 분류된다. 북장사 단층을 경계로 하여 본 암류의 분포 양상이 다르게 나타나는데, 단층 동부에서는 동쪽(즉, 상주시청 방면)으로 갈수록 화강암화의 정도가 높은 화강암질 편마암으로 점이되며 그 분포에 있어서도 어느 정도 규칙적인 양상을 보이나 북장사 단층 서부에서는 동부에서 볼 수 없었던 복운모 화강암질 편마암이 넓고 불규칙하게 분포하고 있다. 이들 편마암류들의 경계는 점이적이며 분명하지 못하다.

### 흑운모 화강암질 편마암
흑운모 화강암질 편마암(bggn; Biotite granitic gneiss)은 가장 고도의 화강암화 작용을 보이는 화강암질 편마암이다. 북장사 단층의 서부에서는 내서면 고곡리에서 낙서리, 화동면 어산리까지 소규모로 분포하고 복운모 화강암질 편마암(tggn)에 둘러싸여 있지만 북장사 단층 동부에서는 외서면 개곡리와 봉강리, 사벌국면 묵상리와 용담리, 연원동 북동부와 남적동, 부원동, 낙동면 일대에 광범위하게 분포하고 있다. 특히 낙동면 비룡리, 승곡리, 화산리와 신상리에서는 화강암과 거의 유사한 외관을 보여주며 화강암화 작용을 가장 심하게 받은 곳이다.

### 복운모 화강암질 편마암
복운모 화강암질 편마암(tggn; Two mica granitic gneiss)은 흑운모 화강암질 편마암과 유사하나 다량의 백운모를 함유하고 있는 것이 다르다. 본 암은 북장사 단층의 서부인 내서면 서부에만 분포하고 있으며 그 북부에서는 중생대 알칼리 화강암(Kagr)과 석영 반암(Kqp)에 의해 관입당했다. 그 서부에서는 영동층군 회동리층과 단층으로 접촉한다. 흑운모 화강암질 편마암을 둘러싸고 있으며 남부에서는 엽리가 북동 주향을 보이나 북부인 내서면 서만리-고곡리 일대에서는 동-서 방향의 주향을 가지며 이와 나란하게 흑운모 화강암질 편마암과 접한다.

### 담홍색 가리봉장석 화강암질 편마암
담홍색 가리봉장석 화강암질 편마암(Pink feldspar granitic gneiss)은 공검면 양정리에서 외서면 이천리, 백전리 동부, 연원동 남서부, 남장동 북동부, 낙양동, 개운동 동부, 가장동에 이르기까지 대상 분포한다. 중간에 연원동에서 인평리 단층에 의해 조금 잘리며 외서면 봉강리 등지에서 흑운모 화강암질 편마암과 점이적인 관계를 가진다. 다른 화강암질 편마암에 비해서 화강암화된 정도는 약하다.

### 애풀라이트질편마암
애풀라이트질편마암(agn; Aplitic gneiss)은 남장동 서부와 내서면 능암리 동부에만 소규모 분포한다. 다른 편마암류들과의 접촉부에선 매우 점이적인 양상을 보인다. 유색 광물을 거의 함유하고 있지 않으며 애플라이트질이고 우백질인 것이 다른 편마암과 구별되는 점이다.

### 흑운모 호상 편마암
흑운모 호상 편마암(bbgn; Biotite banded gneiss)은 모서면, 모동면, 공성면의 경계에 위치한 백학산 일대에서 북동 방향으로 오태리에 이르기까지 분포한다. 북장리에서는 남북뱡향으로 발달하는 석영반암맥(Kqp)이 본 암을 대각선으로 횡단하고 있다. 본 암은 부분적으로 화강암화된 곳도 있으나 대체로 편암류들이 미그마 타이트화 작용을 받아 생성된 것 중 하나이다.

## 고기 관입암체
고기 관입암류는 상주시 지역에서 기반을 이루고 있던 변성 퇴적암류(준편마암류)를 화강암화(化)하는데 중요한 역할을 한 심성암체로 생각된다. 상주 지질도폭(1969)에서 흑운모 화강편마암, 세립흑운모화강암, 메라각록편마암, 메라섬록암으로 분류하였다. 이들 관입암체는 편암류를 화강암화시켰으며 중생대 지층에는 아무런 영향을 주지 않아 중생대 이전의 암석으로 판단된다. 이들 암석은 소규모로만 분포한다.

## 고생대조선 누층군
조선 누층군 대석회암층군(Op; Joseon supergroup great-limestone group)은 함창읍 북서부에 가장 넓게 분포하고 이안면 아천리, 공검면 지평리, 은척면 하흘리 지역에 대략 북동-남서 방향으로 조금씩 분포한다. 함창읍 북서부에서는 막곡 단층에 의해 대가산 편마암과 접촉하며 은척면-이암면 지역에서는 상부층인 운암사층에 의해 덮여 있다. 본 암은 결정질 및 호상 석회암으로 구성되어 있다.

## 평안 누층군

### 운암사층
운암사층(w; wunamsa formation, 雲巖寺層)은 이안면에서 은척면까지 발달하는 조선 누층군 대석회암층군 분포지역 서쪽의 이안면 양범리, 아천리, 대현리, 공검면 지평리, 은척면 하흘리 등지에 조금씩 분포하는 시대 미상의 지층이다. 형성 시기를 정확히 알 수 없으나 무연탄층이 나오고 조선 누층군 상위의 지층인 것으로 보아 최소한 고생대 혹은 그 이후의 지층이다. 본 지층은 1935년 일본인 기사 素本卓二氏에 의해 작성된 문경무연탄 탄전 지질도에 의하면 평안 누층군 사동통으로 기재된 바 있다. 그러나 지층의 세부적인 층서로 보아 사동층에 대비되는 부분이 나타나지 않아 1968년 함창 지질도폭에서는 본 지층을 운암사층이라 명명하여 평안 누층군과는 별개로 기술하였다. 지질도 상에 나타난 본 지층의 주향은 북동이며 경사는 북서로 40~80°정도이다.
이안면 아천리 이남 지역에서는 아천리에서부터 남서 방향으로 길게 연장되며 은척면 하흘리에서는 알칼리 화강암에 의해 절단된다. 지질도 상으로 대현리에서 대현리 단층에 의해 절단되어 수평으로 약 1 km의 변위를 보인다. 석영 편암 혹은 규암, 운모편암, 점판암, 사암 등이 교호(交互)되는데 석영 편암층이 우세한 하부, 운모편암층이 우세하며 2 내지 3매의 흑연질 무연탄층을 협재하는 중부 및 석영 편암층이 우세한 상부로 구분된다.
이안면 아천리 이북에서 안용리 북동부 수정봉에 이르는 지역에서는 알칼리 화강암 내에 포획암으로 아천리 이남 지역에 분포하는 암석의 연장부로서 구성 암석도 동일하다.

### 보은탄전
보은탄전(報恩炭田)은 충청북도 보은군 마로면, 옥천군 청성면과 청산면, 영동군 용산면, 경상북도 상주시 모서면 화현리와 화서면, 화동면 일대에 분포하는 대한민국의 무연탄 산지로 이곳에 고생대 후기의 지층 평안 누층군이 분포한다. 청산 지질도폭에서는 평안 누층군을 하부 사암대와 상부 셰일대로 구분하며 평안 누층군은 옥천군 청성면 화성리, 장연리에서 보은군 마로면을 지나 상주시 화남면 평온리에 이르는 지역, 옥천군 청산면 명티리, 상주시 모서면 화현리, 화동면 평산리의 팔음산(771.3 m) 일대 지역, 화동면 이소리에서 판곡리에 이르는 지역 3개 지역에 분포한다.
평안계 하부 사암대(Pds; Pyeongan series lower sandstone zone)은 상술한 지역에 모두 분포하며 가장 넓게 분포하는 곳은 마노광산 부근이다. 하부 사암대는 상부 셰일대와는 거의 부정합적인 관계를 보이고 화강암류에 의해 관입당했다. 이 지층은 변성작용을 받았으며 회색 내지 암회색 사암이 우세하나 회색의 셰일이나 흑색 셰일 및 석탄층도 협재한다. 특히 탄층은 마노광산 부근에서 잘 발달하며 열량이 매우 높은 고질의 흑연질 무연탄을 개발하고 있다.
평안계 상부 셰일대(Pcus; Pyeongan series upper shale zone)은 옥천군 청성면 화성리~상주시 화남면 평온리 지역에만 스러스트 단층을 따라 분포하며 흑색 셰일과 흑연질 무연탄으로 구성되어 서부 보은탄전의 주요 가행 탄층이다. 마로면 소여리에 소재한 대성보은탄광을 비롯해 만월리 부근과 임곡리 남부 등지에서 과거 이 지층의 석탄을 개발하였다. 보은탄전정밀지질조사보고서(1978)에 의하면 본층의 3개소에서 식물화석인 Calamite sp.가 산출된다고 하였으며 대성보은탄광 갱내에서 Stigmaria로 보이는 화석이 발견되었다. 이들 화석에 의하면 본 층은 고생대의 지층이다.

## 중생대퇴적암

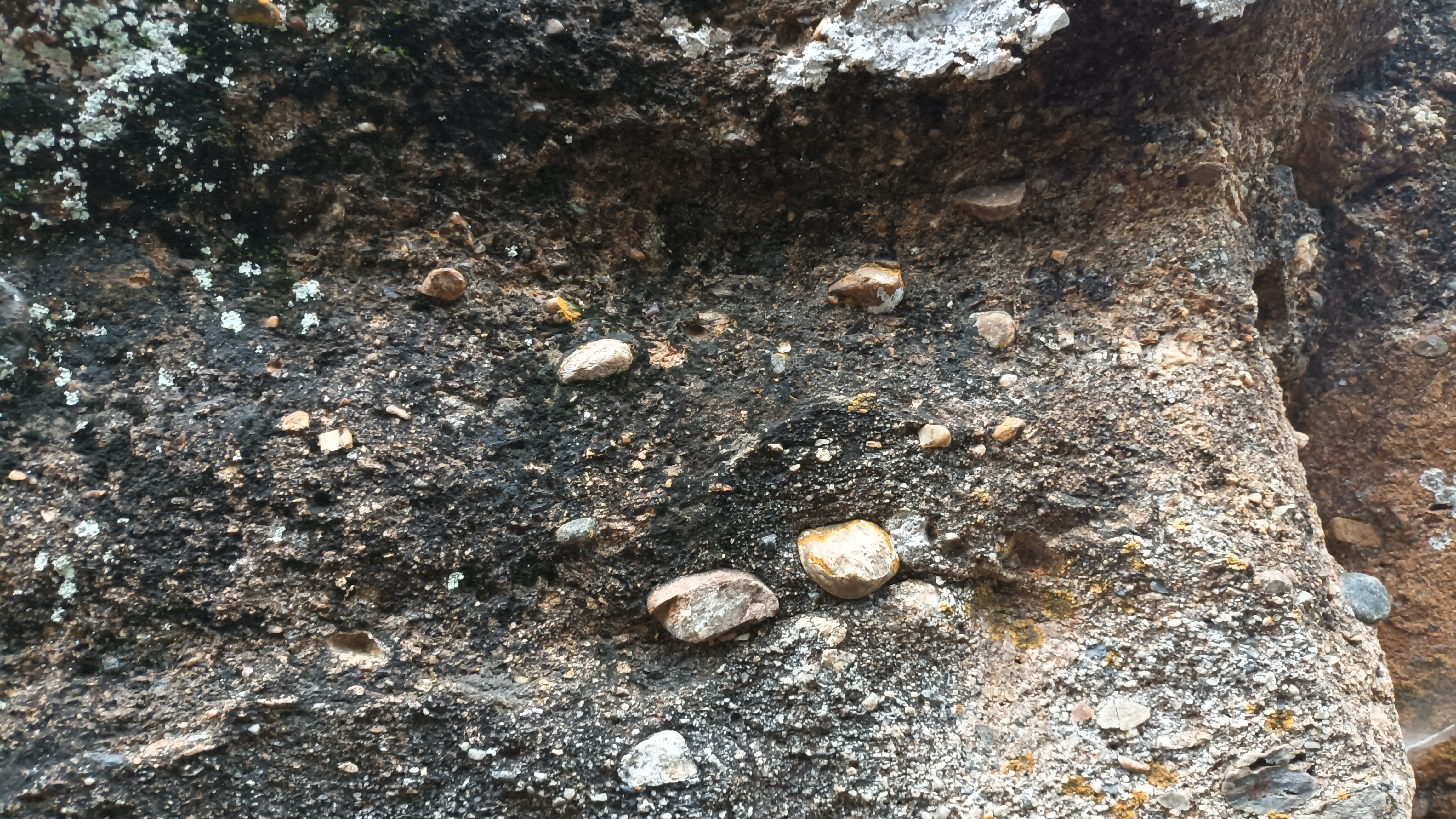
상주 경천대에 드러난 경상 누층군 신동층군 낙동층의 역암

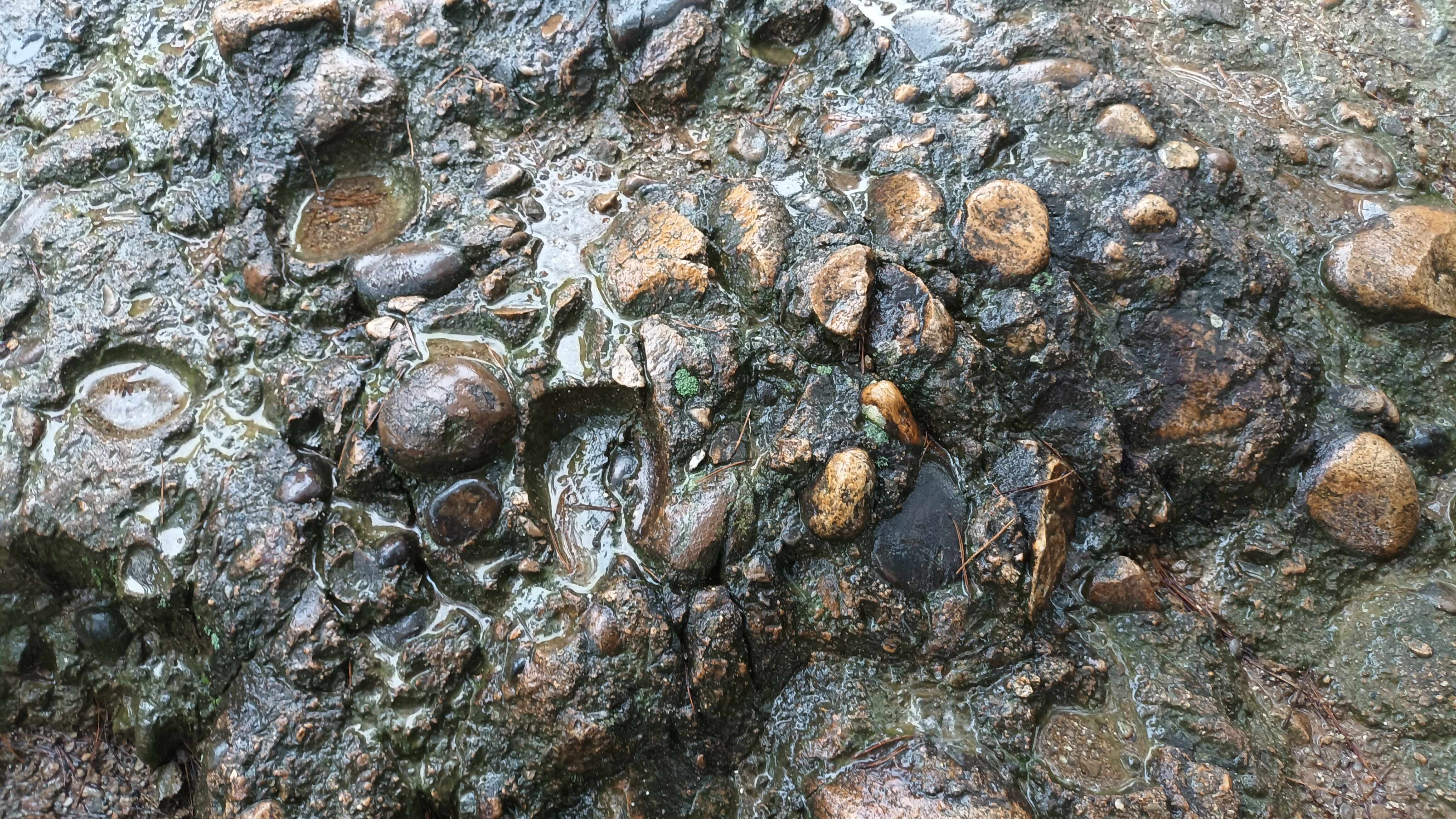
상주 경천대에 드러난 경상 누층군 신동층군 낙동층의 역암

상주시에 존재하는 중생대의 퇴적층은 상주시 동부 경상 분지의 경상 누층군 신동층군 삼덕리층(낙동층)과 상주시 서부 영동 분지의 영동층군 그리고 공검면 상소리의 상소리층이 있다.

### 삼덕리층 (낙동층)
삼덕리층(三德里層, Samdeokri formation)은 상주시 사벌국면 덕담리 동부, 묵하리, 화달리, 삼덕리 일대에 분포하는 지층이다. 아직 경상 누층군의 층서가 설정되지 않았던 1969년 상주 지질도폭 지역에서 명명된 이 지층은 낙동통 최하부 낙동층에 대비되는 것으로서 암상에 의해 최하부의 기저역암층 백담층원, 중부의 삼덕리층원 그리고 상부의 묵하리층원으로 구분된다.

#### 백담층원
삼덕리층 백담층원(Kgb; Kyeongsang supergroup nakdong group Samdeokri formation lower Baekdamri member, 白潭層員)은 경상 누층군 낙동통의 기저 역암층으로 가장 우세한 역의 크기는 50~70 cm 이나 직경 5 m 이상에 달하는 거대한 역도 포함한다. 이들 거력은 대체로 기반암인 반상변정흑운모 화강암질 편마암이다. 사벌국면 덕담리의 백담 마을에서 가장 두꺼운 80~110 m의 두께를 보이나 남동쪽으로 가면서 점차 감소한다.

#### 삼덕리층원
삼덕리층 삼덕리층원(Kgsd; Kyeongsang supergroup nakdong group Samdeokri formation middle Samdeokri member, 三德里層員)은 흑색 셰일과 사암의 호층대이며 사벌국면 삼덕리에서 가장 두꺼우나 북으로 가면서 첨멸한다. 흑색 셰일은 박층으로 사암 내에 무수히 협재되며 사암은 중립 내지 세립질로 담갈색 내지 담황회색을 띤다. 사암은 층준에 따라 작은 역(礫)을 함유하는 경우도 있다. 본 층원의 하한은 하부의 기저 역암층이 끝나고 흑색 셰일이 시작되는 곳이며 상한은 흑색 셰일과 사암의 호층이 끝나는 곳이다.

#### 묵하리층원
삼덕리층 묵하리층원(Kgm; Kyeongsang supergroup nakdong group Samdeokri formation upper Mukhari member, 墨下里層員)은 주로 역암과 사질역암의 호층으로 구성되며 2매의 흑색 셰일과 1매의 자색 셰일층을 협재하기도 한다. 역암 및 역질사암은 담갈색 내지 담회색을 띠며 매우 알코스질이다. 역은 흔히 규암, 편마암류, 흑색 셰일, 사암 등으로 구성되며 직경은 50 cm에 달하는 것도 있으나 보통 7 cm 내외의 것이 많다.

#### 노두
상주시 사벌국면 삼덕리 산 12-3에 위치한 경천대 주변에는 삼덕리층 묵하리층원이 분포한다. 주로 담회색 역암과 사질역암의 호층으로 구성되며 흑색 셰일과 적색 셰일층이 협재된 곳도 있다. 경천대에서 사진과 같이 낙동층의 역암을 관찰할 수 있다.
상주시 중동면 죽암리 1398-2 (N 36°24'48.28", E 128°14'39.43")의 강변공원에서는 낙동강 건너편의 절벽 노두를 볼 수 있다. 절벽에는 낙동층에 해당하는 퇴적암 지층의 층리가 잘 발달해 있다.

### 영동 분지영동층군
영동 분지(永同 盆地, Yeongdong Basin)는 충청남도 영동군과 상주시 일대, 옥천 습곡대와 영남 지괴의 경계에 위치한 북동-남서 방향의 퇴적 분지로 중생대 백악기의 퇴적암 지층 영동층군으로 구성된다. 상주시 내에는 화동면과 모서면에 영동층군의 동정리층, 선유동층, 명륜동층이 분포한다.

#### 동정리층
동정리층(桐井里層)은 영동군 영동읍 동정리에서 유래되었으며 영동층군 중 분포 범위가 가장 넓다. 영동군 황간면 금계리-상주시 모서면 화현리 지역에서 중생대 쥐라기의 반상 화강암과 복운모 화강암을 부정합으로 덮으며 장석반암에 의해 관입당했다. 영동 지질도폭(1986)에 의하면 동정리층은 주로 역암으로 구성되고 부분적으로 사암과 담자색, 회녹색 그리고 화석이 산출되는 흑색 셰일이 협재된다. 지층의 주향은 대체로 남-북 또는 북동 10~30°, 경사는 남동 30~60°이나 표식지인 동정리 부근에서는 주향 북서 10~20°, 경사 북동 25°로 동쪽으로 약간 굽어진다. 청산 지질도폭(1986)에 의하면 상주시 화서면 상곡리, 화동면 판곡리, 선교리, 이소리, 신촌리, 반곡리, 모서면 석산리, 가막리, 지산리 일대에 분포하며 화남면 평온리와 보은군 장안면 장재리에 소규모로 분포한다. 역암, 사암 및 셰일의 호층으로 구성되며 수직적으로는 하부에는 셰일이, 상부에는 역암이 우세하다.
상주시의 동정리층
- 상주시 화동면 어산리 어산로 도로변 (이하 동일)
- 북위 36° 23′ 30.0″ 동경 127° 59′ 08.0″ / 북위 36.391667°  동경 127.985556°

#### 선유동층
선유동층(仙遊洞層)은 상주시 모서면에 분포하는 지층으로 모서면 석산리의 선유동 마을에서 이름이 유래되었다. 영동 지질도폭(1986)에 의하면 상주시 모서면 도안리 대가산에 소규모 분포하며 주로 중/조립담회녹색사암으로 구성되고 부분적으로 역을 함유한다. 주향은 북서 30° 내지 북동 10°이며 경사는 북동 20° 또는 남동 10°이다. 청산 지질도폭(1986)에 의하면 모서면 석산리와 대포리 일대에 분포하며 응회암, 이회암, 암회색 셰일 및 회색 사암의 호층으로 구성되고 석산리 아랫갈밭과 지기재 마을에서 탄질셰일 내지 석탄층이 협재된다. 선유동 지역에서 안산암이 분포하는데 관입인지 분출인지는 불명확하다.

#### 명륜동층
명륜동층은 영동군 영동읍 주곡리에서 상주시 모서면 소정리까지 분포하며 지층의 이름은 영동군 황간면 서송원리의 명륜동 마을에서 유래되었다. 청산 지질도폭(1986)에 의하면 모서면 소정리에 분포하며 역암, 역질사암 및 셰일로 구성된다.

### 상소리층
상소리층은 하흘리, 관현리 일대에 발달하는 지층으로 하부는 층리가 거의 없는 역질사암과 사암이 혼재되며 상부는 유문암으로 구성된다. 지층의 두께는 상한이 침식되어 전체는 알 수 없으나 80 m 이상으로 추정된다.

## 중생대화성암

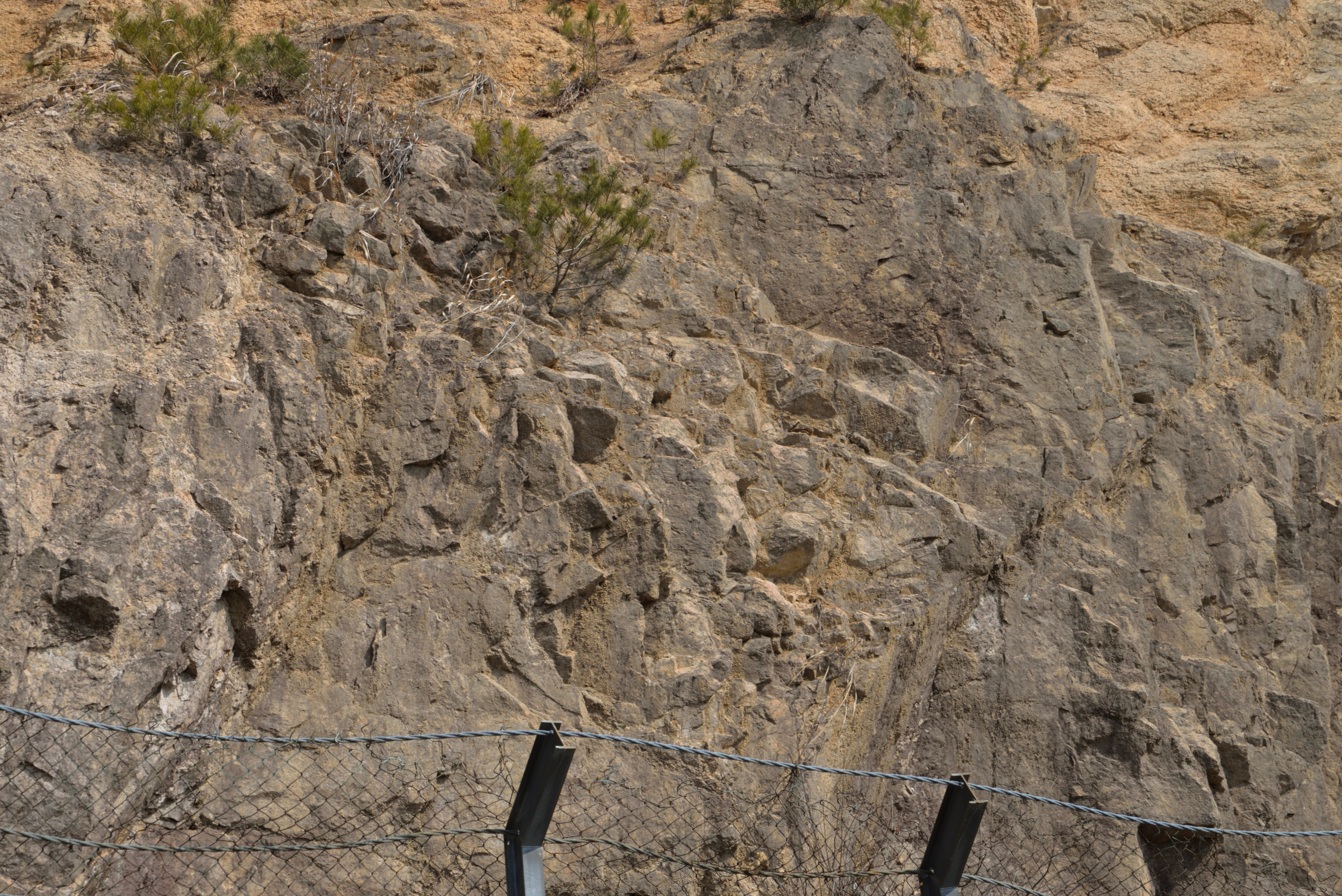
알칼리 화강암, 상주시 갈령 갈령로(구 국지도 제49호선) 도로변

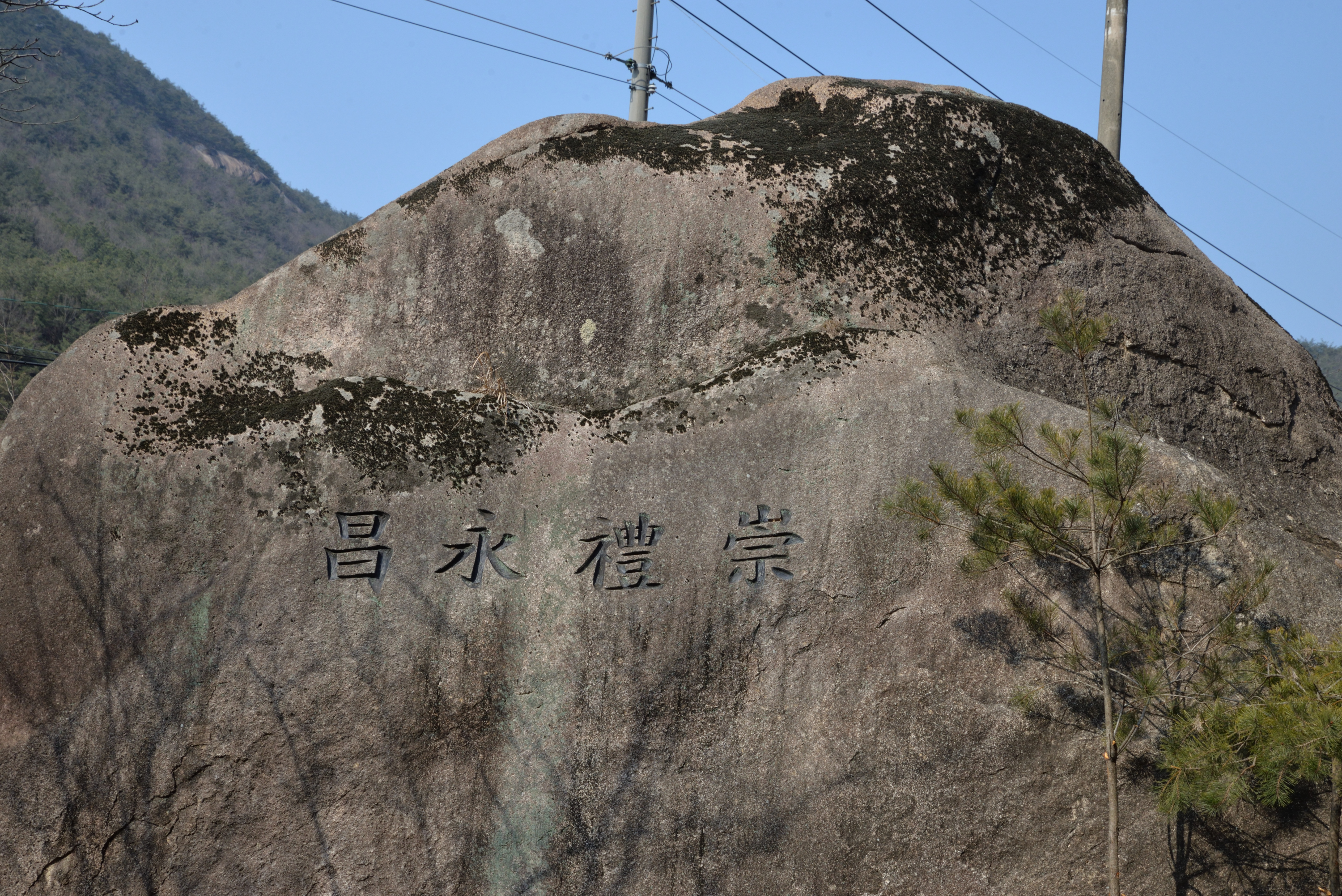
흑운모 화강암, 상주시 화북면 용유리 청화로(국지도 제32호선) 도로 가운데

중생대 백악기에 관입 화성암은 외서면 서부에 넓게 분포하는 알카리화강암(Kagr)과 외서면에서 내서면, 외남면까지 대상(帶狀)으로 분포하는 석영반암(Kqp), 화북면에 분포하는 흑운모 화강암(Kbgr, 용유리도폭)으로 구성된다.

### 알칼리 화강암
알칼리 화강암(Kagr; Alkali granite)은 외서면의 이안천 서쪽 지역에서 은척면 남부 지역, 화남면 동관리까지 분포한다. 정장석, 석영, 사장암, 흑운모, 각섬암 등으로 구성된다.

### 각섬석 화강암
각섬석 화강암(Khgrj)은 은척면 우기리와 문암리, 봉상리 동부, 무릉리, 장암리, 두곡리, 이안면 아천리 북서부 일대에 광범위하게 분포한다. 시대 미상의 운암사층을 관입하며 주로 사장석, 정장석, 각섬석 및 흑운모 등으로 구성되어 있다.

## 단층
상주시에는 지질도 상에서 다수의 단층이 확인된다. 상주시의 단층은 중생대에 형성된 것이다.

### 낙동 단층
낙동 단층은 경상북도 예천군 지보면에서 김천시 감문면까지 북북동 방향으로 약 45 km 이상 연장되는 주향 이동성 단층이다. 상주시 동부에서 낙동면 낙동리와 중동면 신암리, 덕지리를 지나며 낙동도폭(1977)에서 단층의 동측이 낙하한 것으로 보고되었다.

### 신령 단층
신령 단층은 팔공산 북쪽, 경상북도 영천시 신녕면에서 군위군을 거쳐 상주시 공성면까지 약 70 km 이상의 연장을 보이는 대규모 서북서 방향 단층이다.

### 안동 단층
안동 단층은 상주시 사벌국면에서 안동시 길안면을 거쳐 청송군으로 연결되는 동북동-동서-서남서 방향, 연장 70 km 이상의 단층으로 주로 선캄브리아기 기반암으로 이루어진 영남 지괴와 경상 분지의 경계 단층임이 지질도에서 확인된다. 선캄브리아기 암석이 백악기 암석에 의해 스러스트(충상)된 고각의 역단층으로 보고되었으며, 서쪽 끝 부분이 상주시 사벌국면 덕담리에 닿는 이 단층은 낙동 지질도폭에서 공덕리 단층, 상주 지질도폭에서 묵상리 단층으로 명명되어 있다.

### 상주시내 통과 단층
- 인평리 단층은 상주시청 남동쪽의 인평동에서 상주시를 통과하여 북서쪽의 연원동 부근까지 발달되는 것으로 추정된다.[6][2]
- 우암 단층은 인평리 단층과 거의 평행하게 인평리 북쪽 우암리 부근에서 북서 40°의 주향을 갖고 발달한다.[6][2]

### 상주시 서부의 단층
영남 육괴와 옥천 습곡대의 경계 지역에 해당하는 상주시 서부 지역에는 다수의 단층들이 존재한다.
- 유정 단층은 내서면 골터(현 서원리)에서 낙서리와 유정(현 노류리), 노루새터(노류새터, 현 노류리)를 거쳐 배골(현 노류리)까지 이어지는 북서 20°주향의 단층이다. 연장 10 km 정도의 비교적 큰 규모의 단층이다.[6][2]
- 밤원 단층은 지질도 상으로 은척면 황령리 또는 외서면 대전리, 예의리에서 내서면 서원리(밤원) 인근까지 이어지는 남-북 주향의 단층으로 백악기 알카리화강암(Kagr) 내에 발달한다.[6][2]
- 북장사 단층은 내서면 낙서리에서 북장리의 북장사를 거쳐 외서면으로 이어지는 북동 20°주향의 단층이다. 북장사 인근에서 백악기의 알카리화강암과 석영반암을 절단한 것으로 보아 백악기의 단층으로 보인다. 본 단층을 경계로 양측의 지질은 현저한 차이를 보여준다.[6][2]
- 용유리 단층은 화북면 용유리 일대에서 화강암체를 통과하는 북서 10°주향의 단층이다. 화북면에서 선형(lineament, 선구조)을 이루고 있는 이 단층은 소규모 단층들의 집합체로 생각되며, 지질도 상으로 북쪽으로는 괴산군 청천면, 남쪽으로는 화남면 동관리 지역으로 연장되는 것으로 보인다.[3]
- 둔덕이 단층은 현재의 내서면 고곡리에 위치한 둔덕이 마을에서 내서면 서만리까지 북서 50°의 주향으로 발달한다. 둔덕이마을 계곡 바닥에서는 약 5 m 내외의 압쇄대(shear zone)가 발견된다. 소머리산(442.2 m) 북측에서는 단층 계곡이 형성되어 있고 석영반암 및 화강반암(Kqp)이 본 단층에 대각선으로 관입해 있다.[6]

### 상주시 동부의 단층
- 낙남 단층은 병성동과 증골(현재의 낙동면 화산리) 사이에 북서 15°의 주향으로 발달하며 파쇄대를 따라 수개소에서 금 광상이 발견된다.
- 성동 단층군(群)은 낙동면 성동리를 중심으로 발달하는 일련의 단층들의 집합이다.[6][2]
- 운평 단층은 낙동면 운평리에서 외답동 방향으로 북서 30°의 주향으로 발달하며 단층을 따라 금 광상이 발견된다.

### 상주시 북부의 단층
- 상주시 북부 이안면 대현리를 중심으로 발달하는 대현리 단층은 지질도 상으로 문경시 농암면 사현리에서 은척면 두곡리와 이안면 대현리를 거쳐 공검면 예주리까지 이어 지는 북서 60°주향의 좌수향 주향 이동 단층이다. 단층은 대가산 편마암(bgn)과 조선계 대석회암층군(Op), 각섬석 화강암(Khgrj)을 절단하고 있으며 단층의 종류는 확인되지 않았으나 양측 지괴의 수평 이동 거리는 1 km 에 달한다. 국지도 제32호선이 지나는 무운고개 부근에 분포하는 화강반암 및 규장암 내에서도 본 단층의 연장부위에 압쇄대(Sheared zone)가 발달하는 것으로 보아 화강반암맥도 이 단층에 의해 잘려 있는 것으로 추측되기도 하나 확실한 증거는 없다. 따라서, 대현리 단층은 중생대 백악기 알칼리 화강암이 관입한 후 형성된 것으로 생각된다.[4] 위성 사진 상으로, 공검면 지평리-예주리-율곡리 지역에는 단층에 의해 지형(산지/평야 경계 지역)이 좌수향으로 변위된 흔적이 희미하게 남아 있다.
- 옥동 단층은 강원특별자치도 정선군 예미리에서 영월군 김삿갓면 옥동리를 지나 경상북도 상주시 함창읍까지 발달하는 연장 100km 이상, 북동-남서 주향의 단층이다. 연성 전단대(ductile shear zone)의 형태를 가지며, 예미-옥동 간은 단층 점토로 채워져 있고, 단양-점촌 사이에는 단층대를 따라 불국사 화강암이 관입해 있다.[14]

## 상주시의 지진

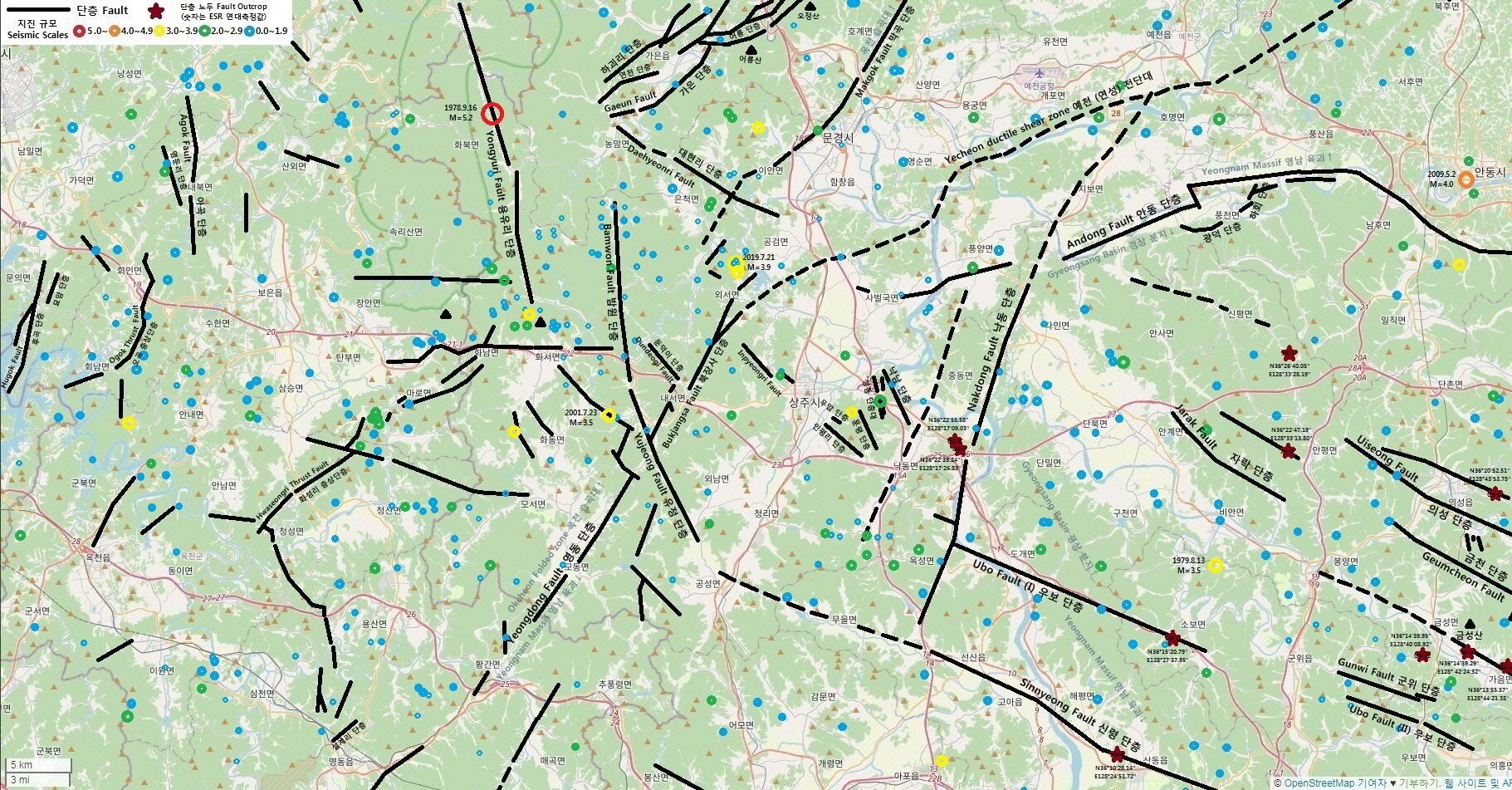
상주시 일대의 지진(1978.1.1~2022.12.31)과 지질 및 속리산 지진의 발생 위치 (빨간 원)

선캄브리아기 암석으로 구성된 영남 지괴 내에서 상주시와 속리산 일대는 지진이 특히 활발한 편이다. 기상청 국내지진 목록에 따르면 1978년부터 2021년 10월까지 발생한 지진은 총 94회이며, 이는 같은 기간 동안 주변 지역에서 발생한 것보다 높은 빈도이다. 상주시에서 1978년 규모 5.0의 속리산 지진이, 2019년 7월 21일 규모 3.9, 2020년 1월 30일과 11월 8일 규모 3.2와 2.9의 지진이 나는 등 최근까지도 지진이 이어지고 있다.
상주시에서의 지진은 모두 깊이 20km 이내에서 발생했다. 지질도 상으로 상주시 일대에는 다수의 단층이 분포하며, 상주시 일부 지역에서 지표면의 단층선 인근에서 지진이 집중적으로 발생하는 곳이 존재하고 이는 지표에 드러나지 않은 지하 단층의 존재 가능성을 시사한다. 그리고, 이기화 외(1989)는 영남 지괴의 중부 지역―상주시와 김천시에 해당―과 그 남부인 경상 분지와의 경계 지역이 지괴 내에서 지진 활동이 높으며, 한반도에 작용하는 동-서 방향의 응력으로 인해 중생대에 형성된 영남 지괴 내부의 단층이 지진을 일으키면서 파열되며 발생하는 것으로 보인다고 언급했다. 그러한 설명으로 보아, 영남 지괴에 속하는 상주시의 지진이 활발한 원인은 상주시 일대에 분포하는 단층 때문이라고 볼 수 있다.
강기훈(2021)은 낙동, 상주, 옥산동 지질도폭 지역에서 진앙의 분포와 지질 분석을 바탕으로 지표 단층들과 단열계에 대한 야외 지질조사를 수행하여 진앙의 분포와 이들 단층들 사이의 상관관계를 고찰하였다. 낙동 지역에서 노두 규모의 단층들은 (북)북동 이외에 동북동과 (서)북서 방향의 단층들이 발달하고, 북서~서북서 방향의 단층은 진앙분포의 선상구조 방향과 일치한다. 낙동 지역 북북동 방향과 북서 방향의 불연속면은 한반도의 현생 동북동-서남서 방향의 압축 응력장 하에서 활동 가능성이 가장 높은 것으로 추정되었고, 이들 방향은 한국의 지진들의 일반적인 단층 면해의 단층방향과도 일치한다.

### 1978년 속리산 지진
속리산 지진은 1978년 9월 16일 오전 2시 7분 대한민국 경상북도 상주시 화북면에서 일어난 규모 ML5.2의 지진이다. 발생 위치는 상주시 북서 32km 지역(36.60 N, 127.90 E) 즉 화북면으로 나타난다.

### 2019년 상주 지진
2019년 상주 지진은 2019년 7월 21일 오전 11시 4분 상주시(청) 북서쪽 11km 지역에서 발생한 규모 3.9의 지진으로, 주향 이동 단층의 운동에 의한 것으로 분석되었다. 비교적 큰 규모의 지진이였으나 별다른 피해는 없었다. 기상청은 2019년의 상주 지진이 응력이 작용함에 따라 지하의 단층이 움직여 발생한 지진이라고 설명했으며, 이날 지진에 앞서 2년 8개월가량 큰 규모의 지진이 발생하지 않아 그동안 축적된 에너지가 3.9라는 비교적 큰 규모의 지진을 만들어낸 것으로 보고 있다. 실제로, 지질도 확인 결과 진앙지(북위 36.50, 동경 128.10 : 외서면 관현리)에서 남동쪽으로 2km 이내에 북장사 단층이 통과하며 기상청 국내지진 목록에 따르면 2016년 6월 3일 규모 3.0, 12월 4일 규모 2.0의 지진이 발생했고, 그 이후 2019년 7월에 이르기까지 모두 규모 1.5 이하의 미소지진들만이 발생했다.

## 같이 보기
- 한국의 지질
- 문경시의 지질 (문경탄전)
- 영동군의 지질 (영동층군)
- 의성군의 지질
- 안동시의 지질
- 옥천군의 지질
- 경상 누층군 낙동층
- 상주시